# Nafar Telebista
Nafar Telebista, también conocido con el acrónimo NTB, fue una empresa privada de comunicación, propiedad de Abian Komunikazioa, adjudicataria de dos canales de Televisión Digital Terrestre en Navarra (España). Sus estudios centrales se encontraban en el barrio de la Rochapea de Pamplona. Su actividad comenzó en mayo de 2015 y finalizó en octubre de 2016 manteniendo hasta esa fecha dos canales de televisión: NTB1 con cobertura en toda Navarra y emisión en castellano y euskera y NTB11 con cobertura para Pamplona y comarca y emisión en euskera.

## Historia
El sábado 16 de mayo de 2015 Nafar Telebista realizó su primera emisión, a través de su primer canal, televisando el partido de pelota vasca entre Olaizola II y Altuna III.
El jueves 17 de diciembre de 2015 comenzaron las emisiones de su segundo canal, denominado NTB11, cadena formada entre Nafar Telebista y Hamaika Telebista. Pese al cese posterior de emisiones de Nafar Telebista, NTB11 ha seguido manteniendo sus emisiones a través de la frecuencia para la demarcación de Pamplona y comarca.
El miércoles 19 de octubre de 2016 durante la emisión del informativo NTBerri su presentadora, Susana Erroz, informaba de la decisión empresarial de finalizar las emisiones de Nafar Telebista por razones económicas. Agradeció a los telespectadores, empresas, anunciantes y a los participantes en sus programas el apoyo recibido durante su año y medio de andadura. Finalmente los trabajadores de la empresa se despidieron de la audiencia agradeciendo el apoyo y acogida durante su labor. En declaraciones recogidas posteriormente por la Agencia EFE el director de la cadena, Iñaki Redín, indicó que "la situación financiera no ha salido como se esperaba y las subvenciones no han sido tampoco las que se esperaba", lo que ha ocasionado "un problema económico imposible" de resolver.

## Programación
La parrilla de NTB1 se conformaba por programas informativos, debates y espacios de actualidad sobre Navarra, transmisiones deportivas de pelota vasca, dibujos animados en euskera y, ocasionalmente, películas. También dedicaba programas especiales a eventos como las Fiestas de San Fermín, el Nafarroa Oinez o los encierros de Falces y Pueyo. Su emisión era de lunes a domingo pero no cubría las 24 horas, concluyendo la emisión alrededor de las 00:00h. Utilizaba indistintamente como lenguas el castellano y el euskera.  
Sus programas más significativos fueron: 
- Ntberri: Informativo de diario de NTB que se emitía de lunes a viernes a las 14:30h.
- Ntbhoy: Magazine de tarde con debate sobre actualidad política y social emitido de lunes a viernes de 15:30 a 17h.
- En el punto de mira: Programa semanal de entrevistas a un personaje destacado de la actualidad con contertulios.
- Aquí hay debate: Debate con representantes políticos, tanto municipales como forales.
- A solas con Julian: Entrevista semanal a un personaje de la sociedad navarra. Presentado por Julian Iantzi.
- NTB gure kirolak: Programa de actualidad deportiva que se emitía los lunes por la noche.
- El montacargas: Programa de entrevistas conducido por Iñaki Redín, director de la cadena.

NTB11, por su parte, emitía las 24 horas del día el programa musical Bizi Musika. Constaba de videoclips musicales de grupos, solistas y bandas que interpretan sus canciones en euskera. De carácter heterogéneo, en Bizi Musika se programaban canciones de diferentes estilos (pop, rock, indie...), de grupos y solistas noveles y veteranos, pero que estaban de actualidad o eran novedades musicales.